# Ligue des communistes
La Ligue des communistes (en allemand : Bund der Kommunisten) est la première organisation internationale dont les idées annoncent ce qui sera le marxisme. Elle a existé sous ce nom de 1847 à 1852.
La Ligue est créée à l'origine sous le nom de Ligue des justes par des ouvriers allemands à Paris en Septembre 1837. La Ligue, en 1847, devient la Ligue des communistes. 
Au début le groupe s'inspire du socialisme utopique, proche des idées de Gracchus Babeuf et de Wilhelm Weitling. Devenue une organisation internationale (essentiellement européenne), la Ligue est rejointe en 1847 par Karl Marx et Friedrich Engels.
Parmi ses adhérents figurent, outre les précités, : Johann Eccarius, Ferdinand Freiligrath, Wilhelm Liebknecht, Joseph Maximilian Moll, Karl Schapper, Wilhelm Wolff… 
En février 1848, la Ligue fait publier le Manifeste du parti communiste dont le texte est basé sur des discussions collectives et reçoit sa rédaction définitive de Marx.
La révolution de Mars permet à des militants de la Ligue de rentrer d'exil, et de participer à la révolution en Allemagne. Mais la défaite de ce mouvement entraîne arrestations, procès, et nouveaux exils. 
La Ligue des communistes est dissoute en 1852 sur proposition de Marx. Une décennie plus tard, de nombreux ex-militants adhèrent à l'Association internationale des travailleurs lors de sa création en 1864. 